# Wacław Malten
Wacław Malten – prawdopodobnie pseudonim literacki Zbigniewa Flisowskiego.

## Publikacje

### Publikacje z seriiBiblioteka Żółtego Tygrysa
- Tajemnicze bronie – 1958/4; 1969/15
- Gdzie jest oberleutnant Siebert – 1958/6; 1959/9; 1966/18
- Koniec samurajów – 1965/1; 1968/7
- Rayaki 444 – 1966/14; 1970/13
- Nad Murmańskiem mgła... – 1971/11
- Czarny dzień białych gwiazd – 1977/1
- Reflektory nad Newą – 1978/1
- Ławoczkiny nad Pacyfikiem – 1979/6
- Decydująca runda – 1981/10
- Piekło Iwo-Dzimy – 1982/6

### Publikacje z serii Sensacje XX wieku [MON]
- 2000 godzin bez lądowania – 1960

### Tłumaczenia
- Pole bitewne Ziemia – L. Ron Hubbard (oryg. Battlefield Earth)